# Семёнов, Евгений Александрович
Евгений Александрович Семёнов (21 декабря 1920 — декабрь 1988) — советский ватерполист, тренер, судья. Участник летних Олимпийских игр 1952 года как игрок, бронзовый призёр летних Олимпийских игр 1964 года как тренер.

## Биография
Родился 21 декабря 1920 года.
Участник Великой Отечественной войны.
Играл в водное поло за московские ЦДКА / ЦСК МО и ВВС МВО. Шесть раз выигрывал чемпионат СССР (1945—1946, 1949, 1951—1952, 1954).
В 1952 году вошёл в состав сборной СССР по водному поло на летних Олимпийских играх в Хельсинки, занявшей 7-е место. Провёл 9 матчей.
По окончании игровой карьеры работал тренером. Окончил Высшую школу тренеров при ГЦОЛИФКе. Тренировал московский ЦСК ВМФ. В 1964 году возглавлял сборную СССР на летних Олимпийских играх в Токио, где она завоевала бронзовые медали. Входил в тренерский совет Федерации водного поло СССР.
Также работал судьёй, в 1956 году получил всесоюзную категорию, в 1960 году — международную. В 1956—1963 годах был председателем коллегии судей Федерации водного поло СССР.
Заслуженный мастер спорта СССР (1951). Заслуженный тренер СССР.
Умер в декабре 1988 года.